# Acanthodelta renimaculata
Acanthodelta renimaculata är en fjärilsart som beskrevs av Embrik Strand 1914. Acanthodelta renimaculata ingår i släktet Acanthodelta och familjen nattflyn. Inga underarter finns listade i Catalogue of Life.